# Pagani (cognome)
Pagani è un cognome di lingua italiana.

## Varianti
Pagan, Pagana, Paganelli, Paganello, Paganetti, Paganetto, Paganin, Paganini, Pagano, Paganoni.

## Origine e diffusione
Cognome tipicamente settentrionale, è presente prevalentemente in Lombardia.
Potrebbe derivare dal termine latino paganus, "colui che vive nel pagus ( villaggio ) ", cioè fuori dalla città. Potrebbe anche essere collegato al termine "pagano" inteso come popolo non convertito al cristianesimo.
In Italia conta circa 7556 presenze.
La variante Paganello è siciliana e veneta; Paganetti è lombardo; Paganetto è ligure orientale; Pagana è tipico di Enna; Pagano è panitaliano ma con maggiore concentrazione al Sud; Pagan è tipicamente veneziano; Paganini è ligure, lombardo e emiliano-romagnolo; Paganin è veneto; Paganoni è originario del sondrasco e del bergamasco; Paganelli è tipico dell'Emilia e della Toscana appenninica.

## Persone
- Emiliano Pagani – fumettista italiano
- Enrico Pagani – cestista italiano
- Federico Pagani – pallanuotista italiano